# Psychoda flava
Psychoda flava és una espècie d'insecte dípter pertanyent a la família dels psicòdids que es troba a Indonèsia: l'illa de Java.